# Докова башта
Докова башта — пам'ятка середньовічної оборонної архітектури у південно-східній частині міста Феодосії, внесена до Державного реєстру нерухомих пам'яток України за № 010055/8. Споруджена в XIV столітті.
Докову башту, що належить до будівель Генуезької фортеці, було зведено в 14 столітті. Вона захищала східну частину міста з боку моря, служила морськими воротами фортеці. Від вежі стіни йшли уздовж моря. Прямокутна в плані двоярусна вежа відрізняється масивністю. Нижній ярус з боку суходолу висунуто, він має арковий отвір для воріт. Арковий отвір з боку моря закладений. На східній стіні розміщена кам'яна плита з різьбленими гербами генуезьких консулів. Попри те, що Докова вежа омивається морем і стоїть на піску, вона добре збереглася, оскільки її основу заповнено глиною, що надає будівлі «ефекту поплавка».
Взята під охорону Постановою Ради міністрів УРСР «Про впорядкування справи обліку та охорони пам'ятників архітектури на території Української РСР» № 970 від 24.08.1963 р.
Після окупації Російською Федерацією Кримського півострова охоронний статус Докової Башти формально не був визначений. Лише за 6 років окупації, у березні 2020 року її було зараховано до об'єктів культурної спадщини федерального значення. 14 квітня 2021 року окупаційна влада експропріювала цей об'єкт та перевела його в статус муніципальної власності міста Феодосія.
В червні 2020 року експерти українських громадських організацій Регіональний центр прав людини, Євромайдан-Крим, Українська Гельсінська спілка з прав людини, Кримський центр ділового та культурного співробітництва «Український дім» та Крайова Рада Українців Криму оприлюднили інформаційний огляд «Культурна спадщина України в Криму: пошкодження та знищення», в якому зазначено і факти пошкодження Докової Башти.
В серпні 2021 року офіс Генерального прокурора України спільно з громадськими організаціями Регіональний центр прав людини та Українська Гельсінська спілка з прав людини направили подання до Міжнародного Кримінального Суду про злочини проти культурної спадщини України в Криму, що вчинені офіційною владою Російської Федерації та окупаційною владою Криму. Інформація про факти пошкодження пам’ятки Докова Башта включена до зазначеного подання.